# Sitarice
Sitarice (Servisch cyrillisch Ситарице) is een plaats in de Servische gemeente Valjevo. De plaats telt 178 inwoners (2002).

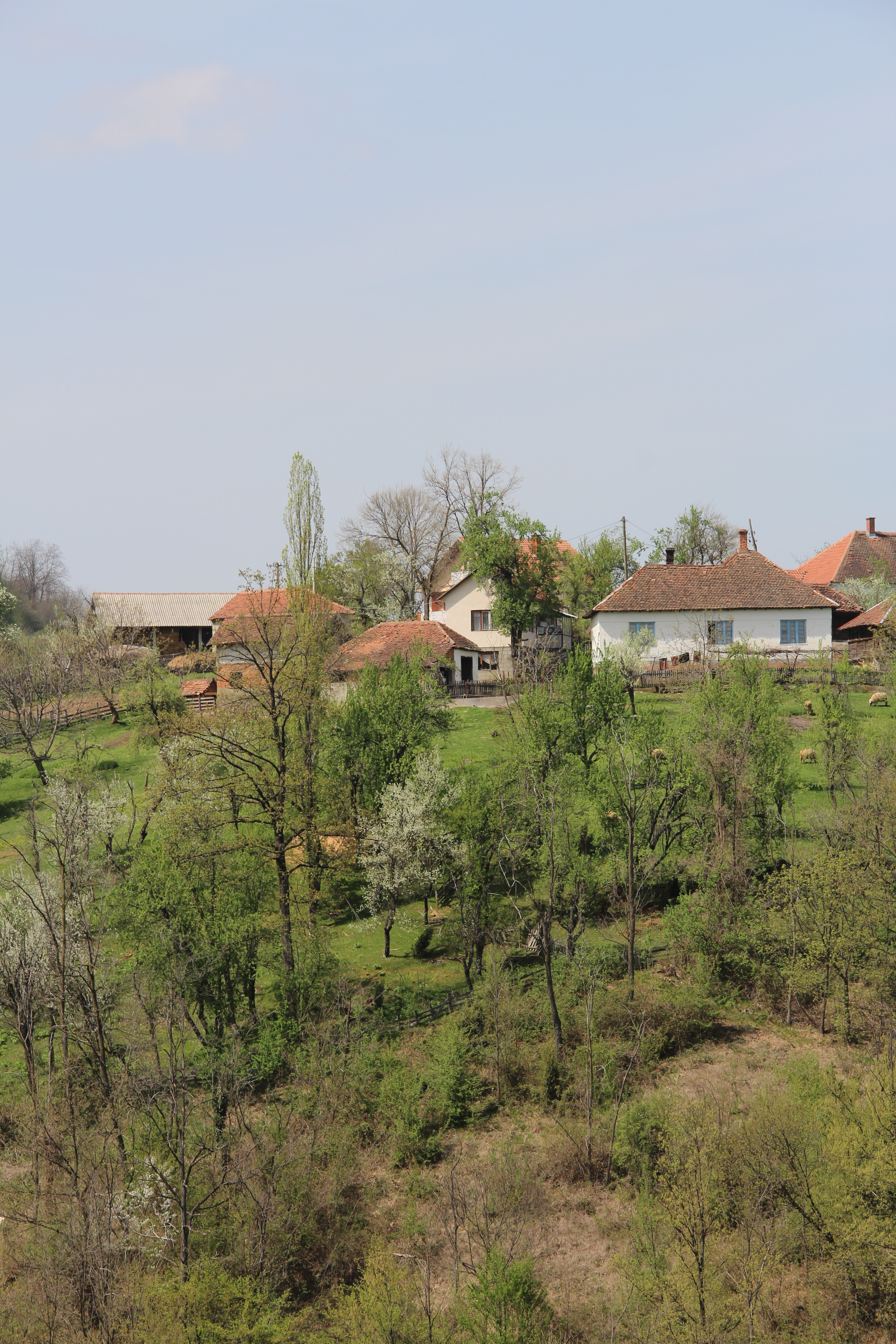
Sitarice - panorama
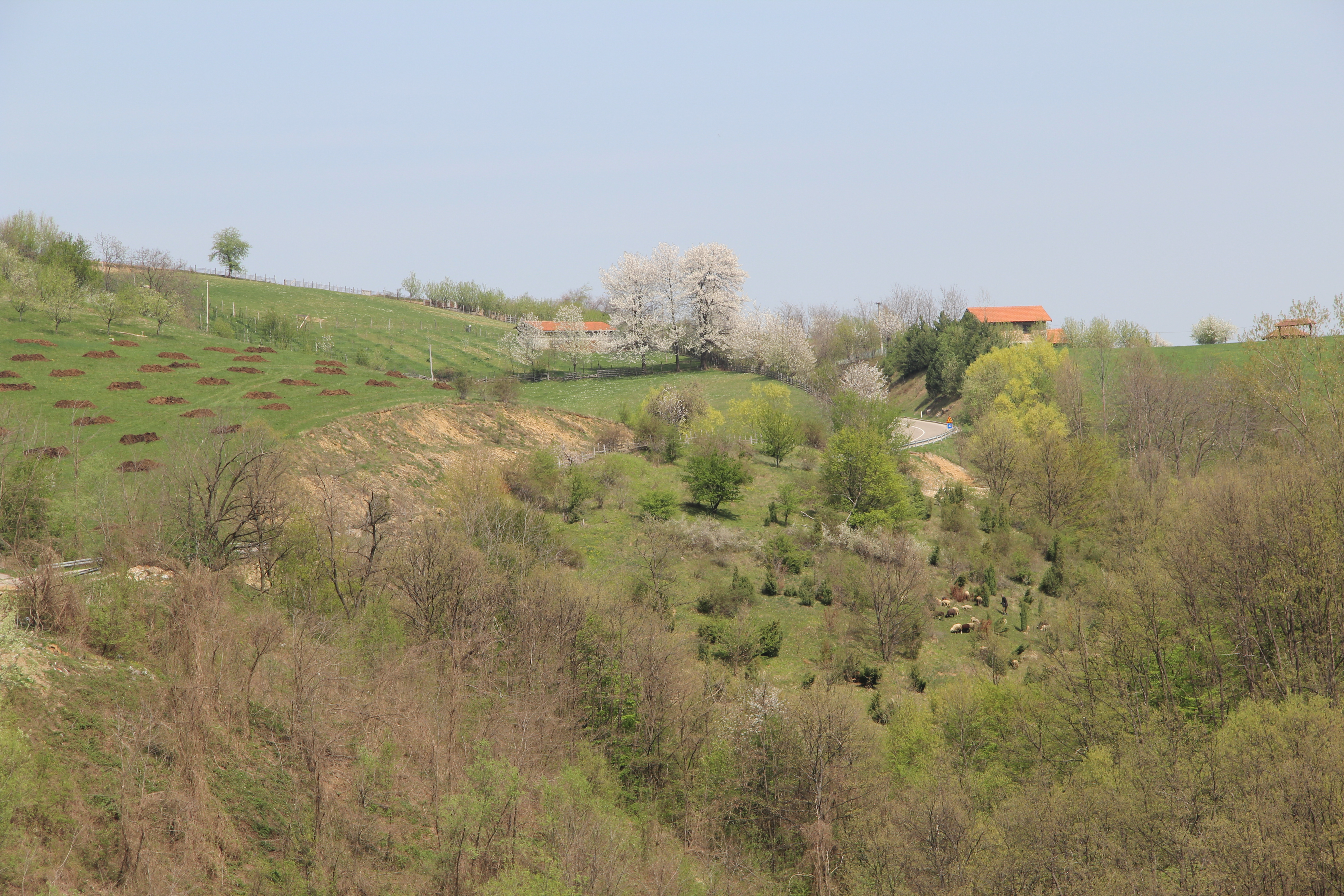
Sitarice - panorama
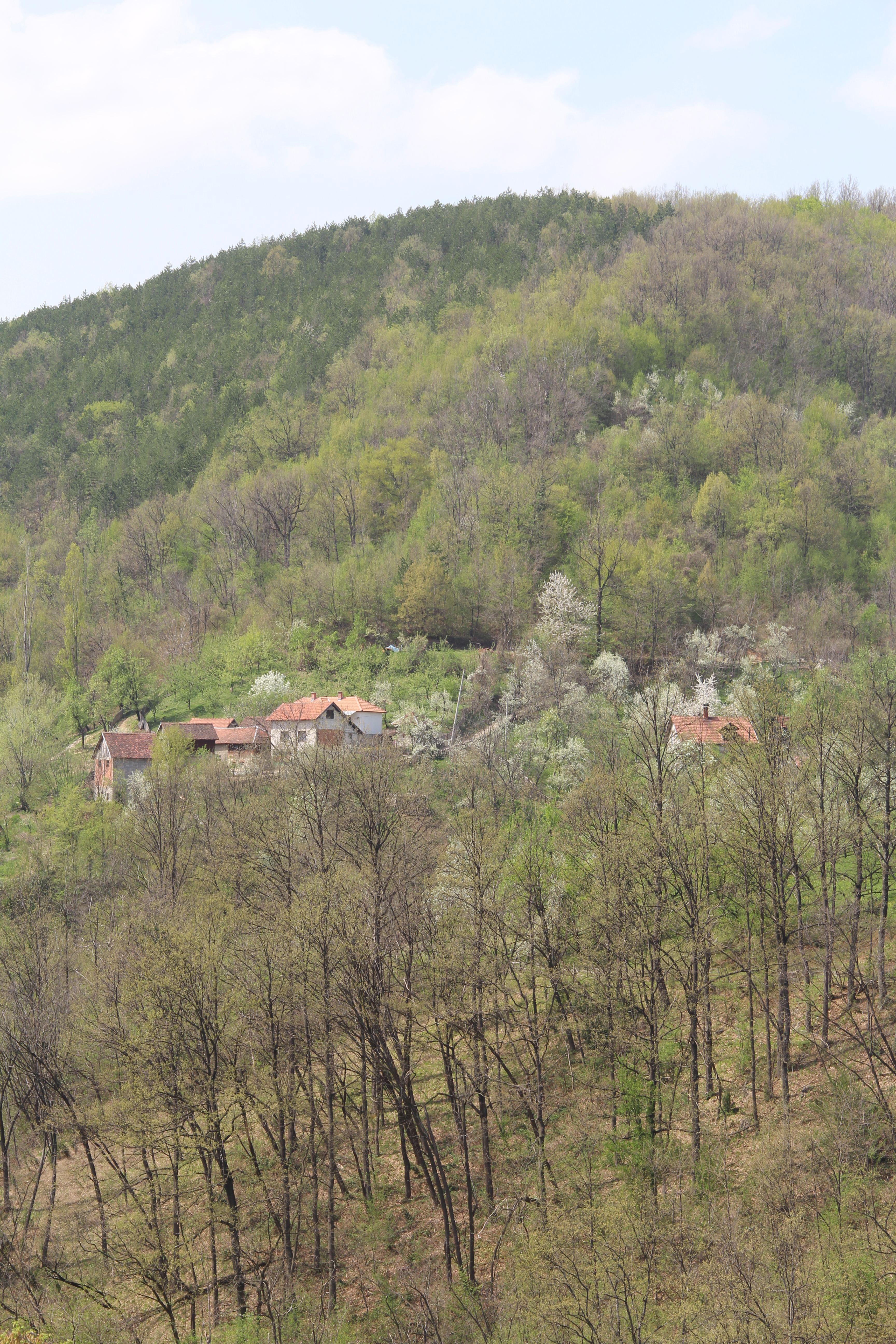
Sitarice - panorama
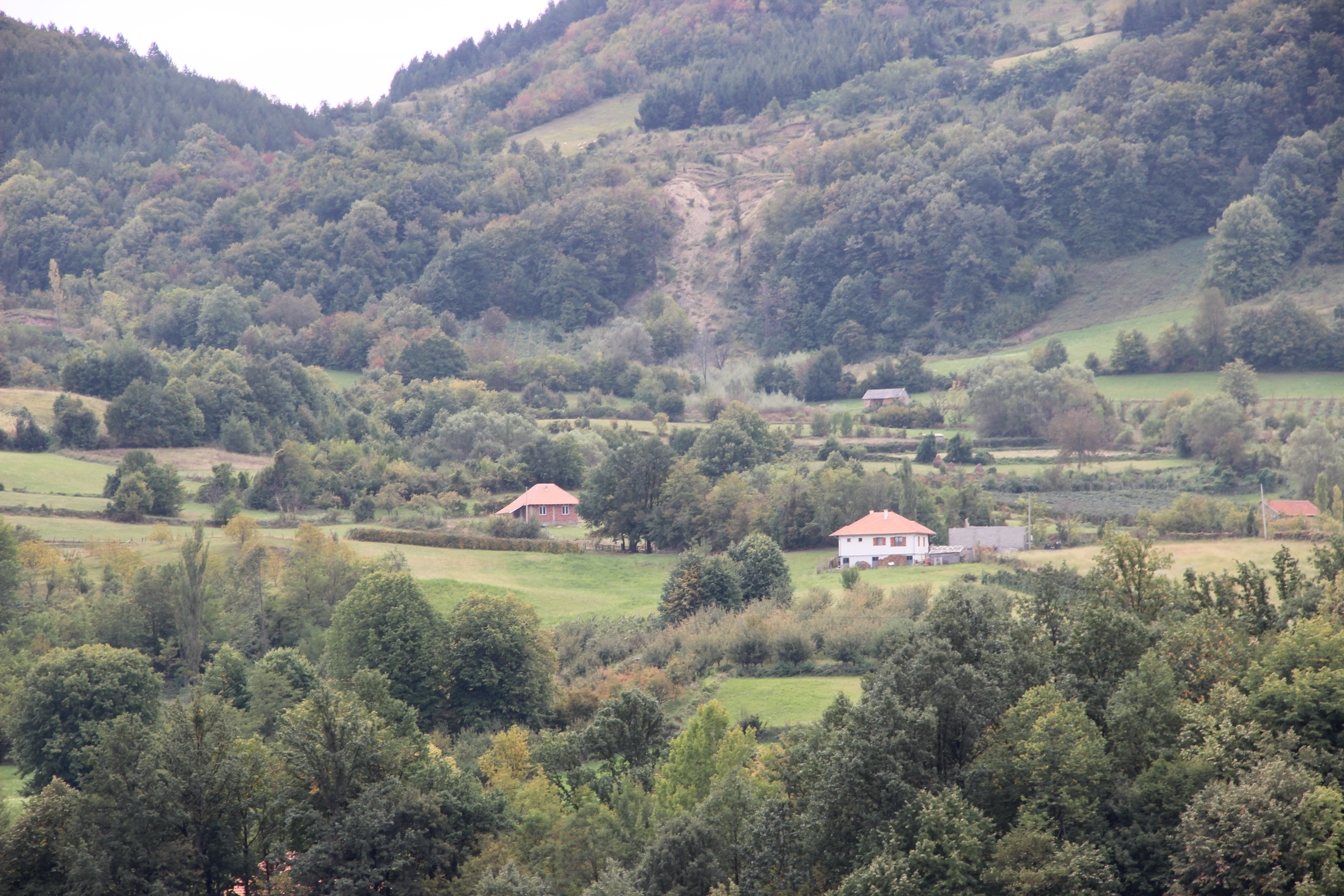
Sitarice - panorama
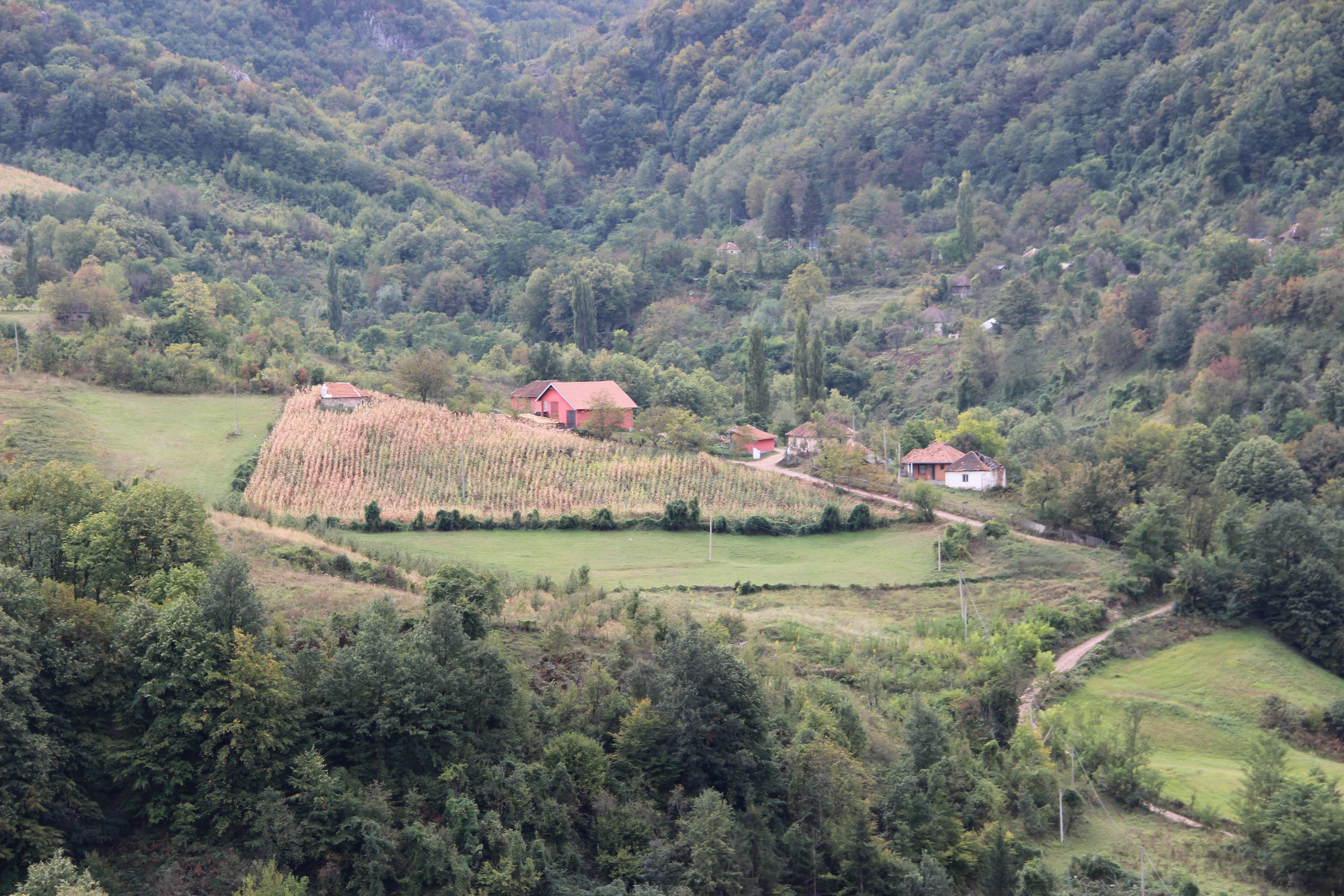
Sitarice - panorama
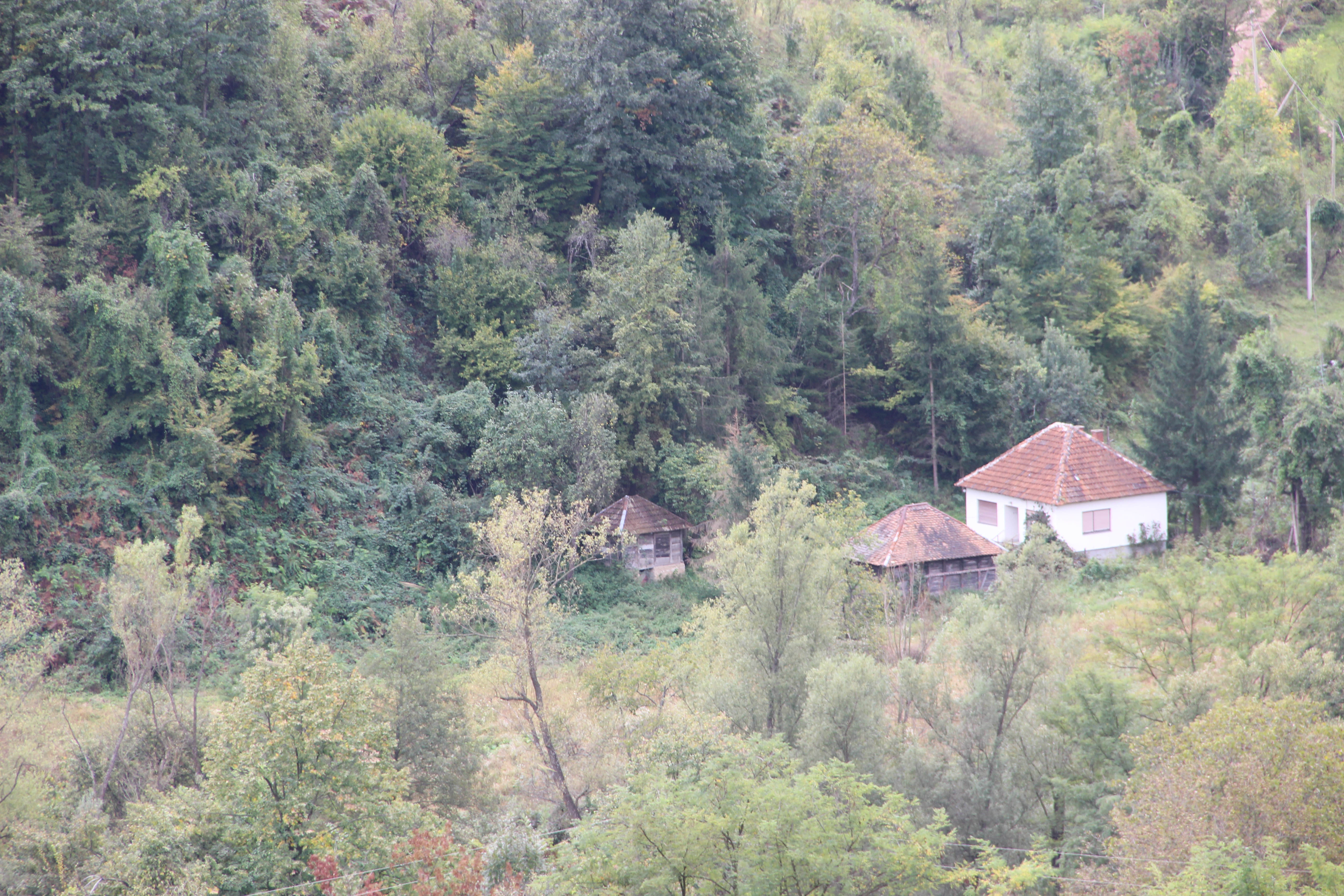
Sitarice - panorama
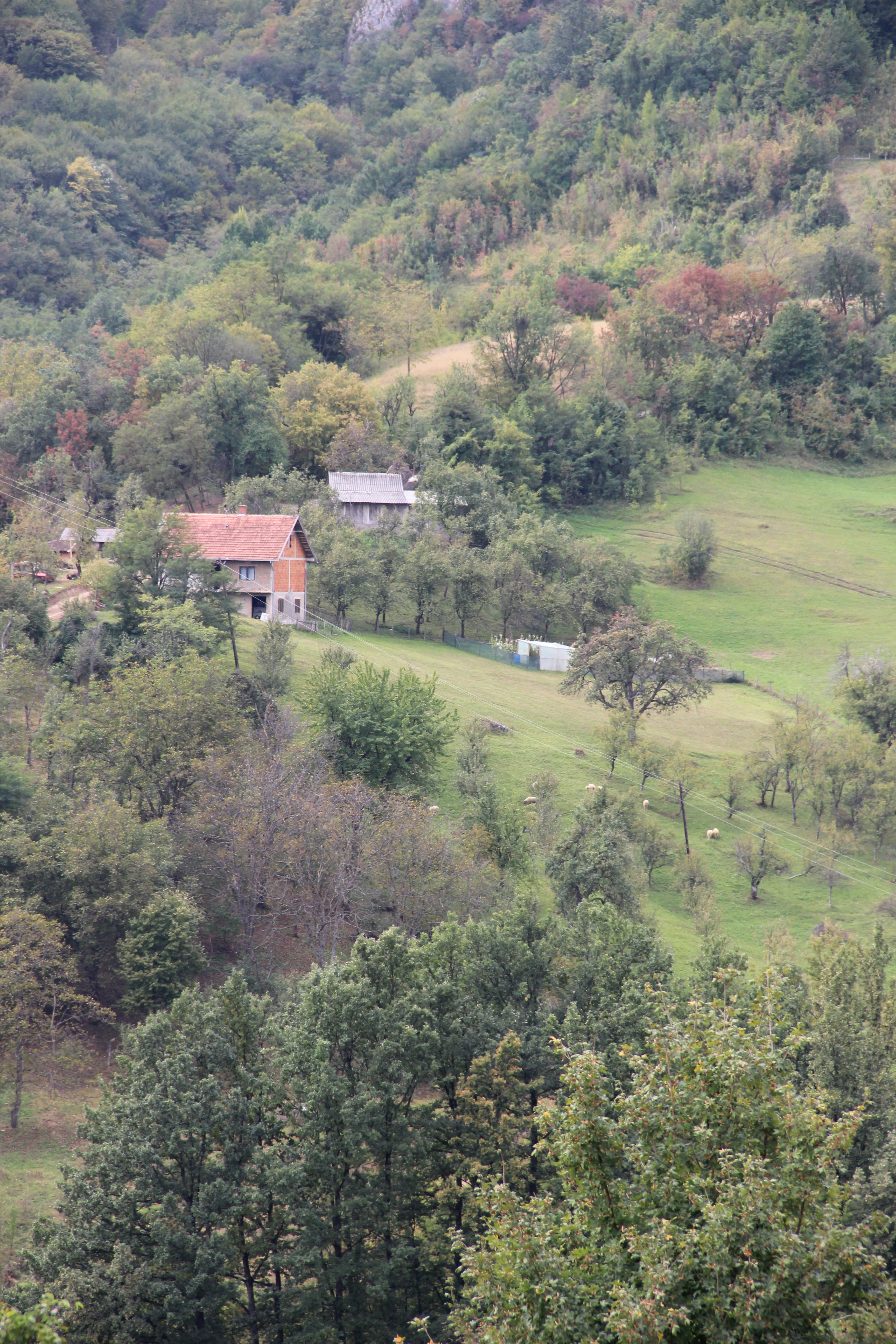
Sitarice - panorama
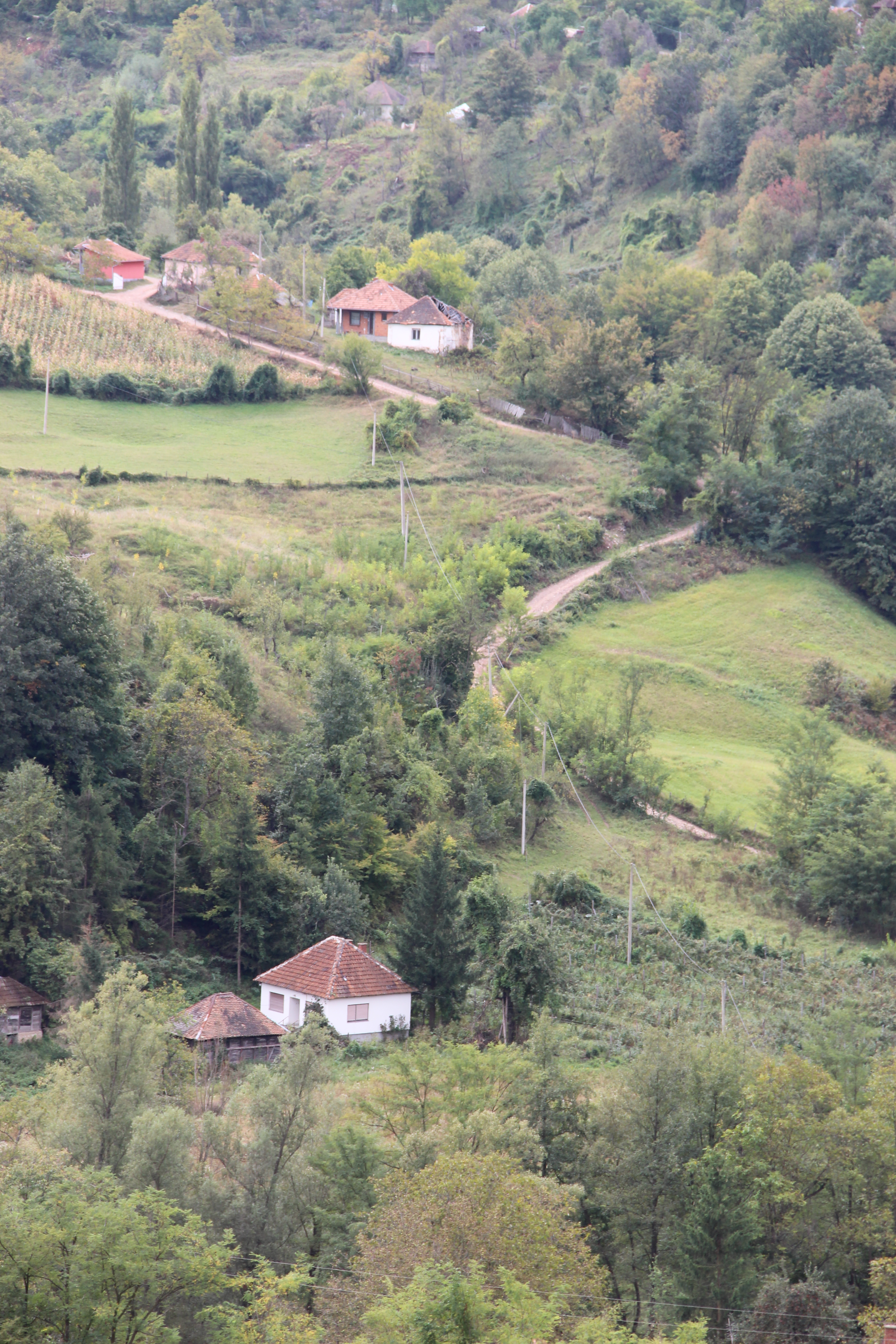
Sitarice - panorama
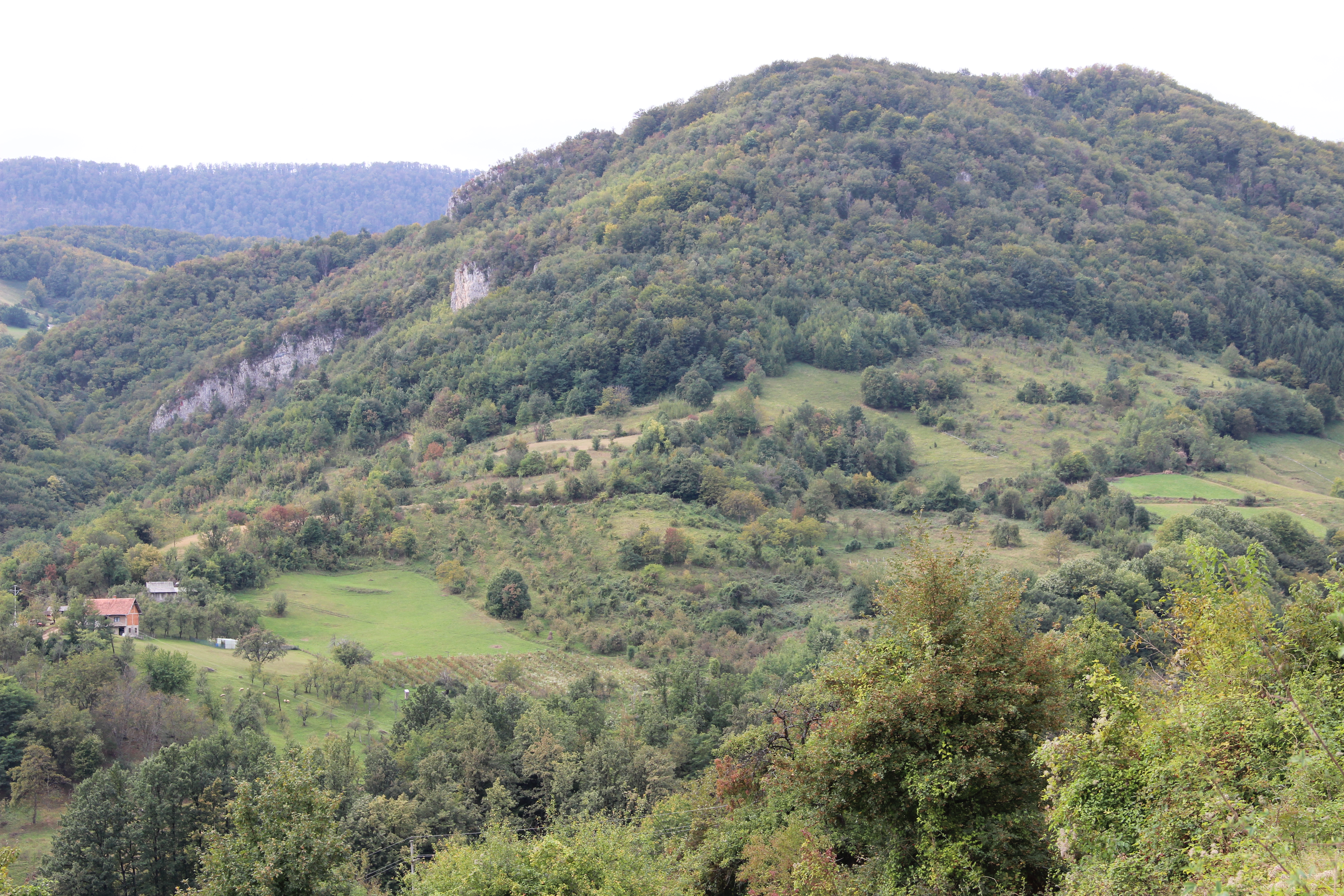
Sitarice - panorama